# Hrîțivka, Talalaiivka
Hrîțivka (în ucraineană Грицівка) este un sat în comuna Reabuhî din raionul Talalaiivka, regiunea Cernihiv, Ucraina.

## Demografie
Componența lingvistică a localității Hrîțivka
     Ucraineană (99,58%)
     Alte limbi (0,42%)
Conform recensământului din 2001, majoritatea populației localității Hrîțivka era vorbitoare de ucraineană (99,58%), existând în minoritate și vorbitori de alte limbi.